# 聖ヨハネ大学 (上海)

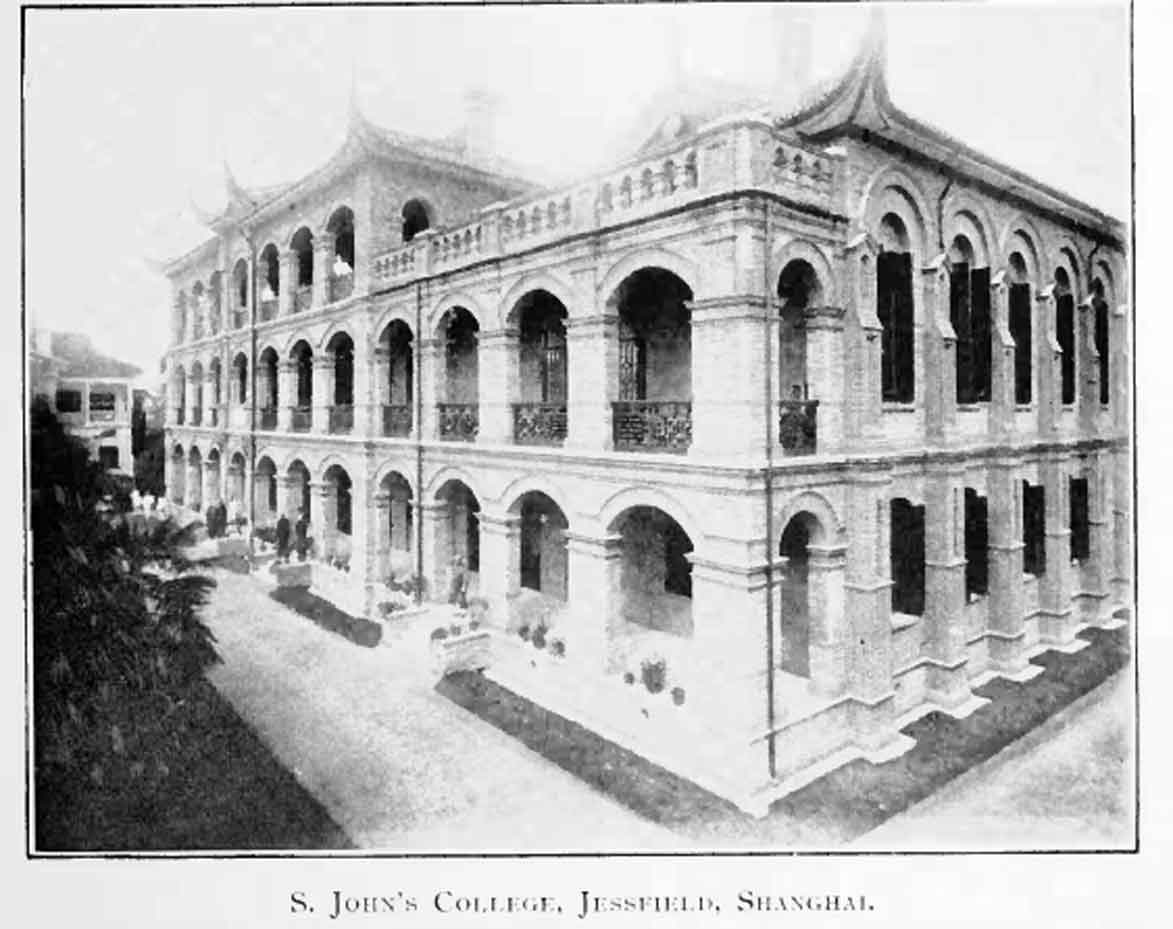
華東政法大学に残る聖ヨハネ大学（上海）の旧建物

聖ヨハネ大学（せいよはねだいがく、中国語: 聖約翰大學、英語: St. John's University, Shanghai）は、中国・上海にあった米国聖公会のミッション系大学で、中華人民共和国の成立後に閉鎖された。

## 概要
聖ヨハネ大学は1879年に米国聖公会上海教区のジョーゼフ・スケレシュースキー（中国語名：施約瑟）主教により建てられた聖ヨハネ書院が起源で、中国初の高等教育機関といわれ、「東方のハーバード大学」と呼ばれた。
1892年に大学課程を追加し、1905年には「聖約翰大学（英名:Saint John's University)」として米国ワシントン州の大学制度に則った大学に昇格。中国初のアメリカの教会が設立したミッション大学で、開校時には、文学院・理学院・医学院・神学院の4学部を備える総合大学であった。1913年には大学院を追加して、1936年には女子にも門戸を開いている。
聖ヨハネ大学は、中国初となる全講義が英語で行われた大学で、学費も高額で名家の子弟がこぞって通った。アメリカの正規の大学として登録されていたことから、卒業生は直接アメリカの大学院へ進学することもできた。
日中戦争中はいくつかのキャンパスに分かれていたが、1940年にはもとの場所に復帰した。日米開戦後、日本がアメリカから接収する形となる。
戦後も1947年までは国民党政府の管理下にあり、その間も富裕層の子弟を数多く教育している。1949年10月の中華人民共和国の設立により政局が変わり、1950年には米国聖公会を離脱し、1952年には新中国ではソ連の教育制度を基とする決定が行われて、聖ヨハネ大学の文学部・理学部は華東師範大学と復旦大学へ移管され、医学部は復旦大学へ移管されたのちに上海第二医科大学となり、さらに2005年には上海交通大学の医学部となっている。聖ヨハネ大学の法学部は、1952年6月に復旦大学、南京大学、厦門大学、震旦大学、濾江大学、東呉大学など9大学の法学部を統合し、中華人民共和国司法部の直轄大学として華東政法学院（現・華東政法大学）が設立された。
なお、国民党政府の台湾移転後、聖ヨハネ大学と聖マリア女子中学の卒業生が中心となり、台湾にのちの聖ヨハネ科技大学となる教育機関を設立している。

## キャンパス
この大学のキャンパスは現在の上海市長寧区万航渡路1575号にあった。華東政法大学が現在ある場所である。校内にあった聖ヨハネ座堂は1970年代に壊されている。

## 主な出身者
- 鄒韜奮
- 兪鴻鈞
- 兪大維
- 沈嗣良
- 林語堂
- 潘公展
- 経叔平 (en:Jing Shuping、1939年) - 中国民生銀行の創始者
- 栄毅仁
- 丁光訓
- 丁士源
- 宋子文
- 周詒春
- 刁敏謙
- 刁作謙
- 鍾士元
- 土橋八千太（元上智大学学長）

## 主な教員
- ジェームズ・テイラー・アディソン（英語版） - 米国聖公会神学校（英語版）教授、ブーン大学（現・華中大学）教授、ハーバード大学カークランド・ハウス（英語版）代理校長、聖公会の聖職者
- 関屋正彦 - 立教英国学院校長、普連土学園中学校・高等学校校長、日本聖公会の聖職者